# 鲁邦三世角色列表
鲁邦三世角色列表是介紹《鲁邦三世》的登場人物。

## 魯邦三世
魯邦三世（／，Arsène Lupin III）
- 日本配音：山田康雄（1971－1985・1989－1994年）；古川登志夫（1987年）；栗田貫一（1995年－至今）；畠中祐（LUPIN ZERO，少年時期）
- 台灣配音：石班瑜（台視）；林協忠（超視）；孫誠（1985・1987年劇場版、PART5、魯邦VS貓眼）；陳幼文（名偵探柯南M17片尾預告）；劉傑（鲁邦VS柯南特別篇・電影版）；于正昌（PART6）；陳彥鈞（城市獵人劇場版：天使之淚）
- 香港配音：梁政平（ATV）；關令翹〈TVB版〉、李家杰〈影碟版〉（鲁邦VS柯南電影版）
- 演員：目黑祐樹（1974年）；小栗旬（2014年，台灣配音：李世揚，香港配音：黃啟昌）

身高：178公分，體重：63公斤，年齡：不詳，國籍：不明（日法混血），智商：300。
本作主角，本名阿爾塞努·魯邦三世（アルセーヌ・ルパン ），怪盜紳士亞森·羅蘋的孫子，是一名怪盜，被稱為「世界上最傑出的盜賊」。具有高超的盜竊技術，沒有他偷不到的東西。體力充沛，肢體柔軟、步行無聲，幾乎是個無所不能的天才。性格風流、愛好女人無法抗拒，特別是峰不二子，雖然經常騙人，但也常常被不二子欺騙。儘管性格相當古怪的，但他的智力和技巧很高，總是能輕鬆偷走目標寶物，偶爾他的智慧和技巧會把他的朋友們聚在一起突破種種難關和陷阱。
擅長易容、變臉、變聲、逃脫、欺騙等各種怪盜所需要的能力，此外，也擅長橄欖球類運動、烹飪、社交舞和踢拳，射擊等技術。他有一定的武術知識，在原著的早期他主要擅長的是刀。手槍的技能雖然不如次元，但是依然有著優秀的射擊能力，盜竊和殺人的技能因工作而異。随身携带钢索，绞盘藏在腰带扣裡。配枪为德国瓦爾特P38手槍和P99手枪（动画中只配戴P38手槍），惯用座驾为菲亚特500、梅赛德斯-賓士SSK和阿尔法羅密歐。
在TV動畫第一輯中，他不僅是大盜身分，還被稱為「世界第一殺手」，但在第二輯之後的設定，除了反派和以自己的生命為目標的殺手之外，基本上並沒有犯下謀殺的舉動。

## 峰不二子
峰不二子（／，Mine Fujiko）
- 日本配音：二階堂有希子（1971－1972年）；增山江威子（1977－1985・1989－2010年）；小山茉美（1987年）；澤城美雪（2011年－至今）
- 台灣配音：陶敏嫻（超視）；馬君珮（1985・1987年劇場版）；蔣篤慧（鲁邦VS柯南特別篇）；傅其慧（鲁邦VS柯南電影版）；汪世瑋（PART5）；張乃文（PART6）；錢欣郁（魯邦VS貓眼）
- 香港配音：龍德瓊（ATV）；張頌欣〈TVB版〉、周恩恩〈影碟版〉（鲁邦VS柯南電影版）
- 演員：江崎英子（1974年）；黑木美沙（2014年，台灣配音：許淑嬪，香港配音：鄭麗麗）

身高：167公分，體重：50公斤，三圍：99.9/55.5/88.8，國籍：不明。
本作女主角。身分如謎的性感女人，有時是盜賊，有時是殺手或間諜。擁有任何男人看到都會愛上的絕世美貌、完美的身材比例，忠實自己的慾望而行動，可以為目的毫無戀棧地背叛他人。儘管為了達到目的而做出無情的決定，但也有反對殺戮和盡力幫助人的一面。和魯邦三世既是戀人、同伴，也是對手，為了自己的目的而常常利用魯邦等人，甚至多次出賣他們，讓愛好女色的魯邦總是拿她沒轍。
能夠善用身為女人的武器，攏絡男人的功夫爐火純青。身兼數職，能夠和來自世界各地的名人交往，她的身份籠罩在神秘之中。她并且她頭腦清晰，口才嫻熟。擅長處理槍械，此外射擊技術高超，可以用口紅當作子彈來射擊，並擁有武術等多方面的才能。由於經常易容，因此頭髮的顏色和長度並不固定，長相也會有些微變化。她喜歡錢、珠寶和美男子，討厭青蛙、蛇和狹窄的地方。
在原著漫畫中，其性格和工作因時代而異，並且還有一位哥哥。長年飾演峰不二子的聲優增山江威子表示「峰不二子是理想的女性象徵」。

## 次元大介
次元大介（／，Jigen Daisuke）
- 日本配音：小林清志（1971－1985・1989－2021年）；銀河万丈（1987年）；大塚明夫（2021年－至今）；武內駿輔（LUPIN ZERO，少年時期）
- 台灣配音：周寧（超視）；田志傑（1985・1987年劇場版）；徐健春（鲁邦VS柯南特別篇・電影版）；張騰（PART5）；宋昱璁（PART6）；王希華（魯邦VS貓眼）；吳文民（城市獵人劇場版：天使之淚）
- 香港配音：曾秉輝（ATV）；葉振聲〈TVB版〉、黃啟明〈影碟版〉（鲁邦VS柯南電影版）
- 演員：田中邦衛（1974年）；玉山鐵二（2014年，台灣配音：曹冀魯，香港配音：蘇強文）

身高：178公分，體重：70公斤，國籍：無 (原美國籍)。
魯邦三世的第一個夥伴兼忠實搭檔。留著絡腮鬍，平常戴著大帽子遮蓋住眼睛的男子。嗜酒，也是老菸槍，特別是峰不二子很不拿手。與魯邦相反，其性格不及花哨、具有沈默、忠心耿耿的一面，但他是鲁邦的好夥伴，時不時可以依靠他，比如逗弄他的朋友，並照顧那些牽涉其中的人。
一個出色的超級神槍手，拔槍射擊的速度只需0.3秒，劇場版是0.2秒，而且幾乎百發百中。任何國軍只需有他的指導，戰力就能提高七成。愛槍是史密斯威森M19左輪手槍和柯爾特蟒蛇左輪手槍，除手槍之外也會使用通用機槍、狙擊槍、榴彈發射器和反戰車步槍。
在原著中，它被設定為鲁邦兒時的朋友。雖然他是日本人，身份也還是個謎，除非有機會，否則他不會談論過去，包含所有他的背景、家庭關係，以及他是如何成為職業槍手的過程（前傳《ZERO》中表示說少年時期已經在與父親一起打天下，並與部分黑道組織打交道）。

## 石川五右衛門
石川五右衛門（／，Ishigawa Goemon XIII）
- 日本配音：大塚周夫（1971－1972年）；井上真樹夫（1977－1985・1989－2010年）；鹽澤兼人（1987年）；浪川大輔（2011年－至今）
- 台灣配音：官志宏（超視）；林谷珍（1985・1987年劇場版）；陳幼文（鲁邦VS柯南特別篇・電影版）；喬資淯→賈文安（PART5）；何志威（PART6、魯邦VS貓眼）
- 香港配音：盧傑（ATV）；李鎮然〈TVB版〉、陈健豪〈影碟版〉（鲁邦VS柯南電影版）
- 演員：綾野剛（2014年，台灣配音：胡鎮璽，香港配音：關令翹）

身高：180公分，體重：63公斤，國籍：日本。
安土桃山時代大盜石川五右衛門的第十三代子孫，全名「第十三代 石川五右衛門」。平時性格冷靜、直率，但自尊心高，同樣對女人沒轍，性格相當純情，有時他會對魯邦對美女伸出鼻子而放棄合作感到失望。動態視力優秀，能清楚地見到每一顆射擊而出的子彈，並且用肉眼就看到魯邦要以望遠鏡看到的距離。
身輕如燕，力氣驚人，武力強大，擁有超絕的劍術實力，劍法快如閃電，手持一把以隕石做為材料、削鐵如泥、鋒利無比的斬鐵劍，能斬斷任何金屬，甚至能以「秘技‧龍捲逆反」擋下亂射的衝鋒槍子彈。沒有他砍不斷的東西，包括人、鑽石、飛機、人造衛星，甚至是沒有實體的火、雷。在砍完各種亂七八糟的東西之後會說「又斬了無聊的東西...... 」，且精通醫療藥草的技術。
最初以敵人的身份出現，但後來成為魯邦團隊的一員。原作雖然沒有使用任何古板的語氣或武士語言，但強調了尊重武士道的一面，在電視動畫第二季之後總是用古板的語氣說話。

## 錢形幸一
錢形幸一（／，Zenigata Koichi）
- 日本配音：納谷悟朗（1971－1985・1989－2010年）；加藤精三（1987年）；山寺宏一（2011年起至今）
- 台灣配音：陳幼文（超視、鲁邦VS柯南特別篇・電影版、PART5、魯邦三世VS貓眼）；袁光麟（1985・1987年劇場版）；賈文安（PART6）
- 香港配音：周永光（ATV）；李錦綸〈TVB版〉（鲁邦VS柯南電影版）
- 演員：伊東四朗（1974年）；淺野忠信（2014年，台灣配音：曹冀魯，香港配音：葉振聲）；鈴木亮平（2017年）

身高：181公分，體重：73公斤，國籍：日本埼玉縣朝霞市。
通稱「錢形警部」，被魯邦稱呼為「形とっつあん（老爹）」，名侦探錢形平次的後代，為人正直、不屈不撓、充滿正義感的刑警，一名相當優秀的警官。其性格相當直率、擁有第六感，即使是最小的罪行也無法容忍。在平時的表現相當滑稽，但在緊急情況下實力不容小覷，經常能夠在意念爆發展現強悍的一面。以逮捕魯邦三世為志業，並一心只想贏過魯邦、抓到魯邦一夥視為目標，但總是抓不到他。當他聽到魯邦死亡的消息，甚至比次元大介還要難過。儘管他們被魯邦認為是強硬的對手，但他們彼此信任，有時在人類存亡攸關之時相互合作。
畢業於東京西北大學法學部的高材生，在動畫版第一部隸屬於警視廳，但他有時也會借調到埼玉縣警察和長野縣警察。後來當魯邦活躍在世界各地時，在動畫版第二部以後是被借調到國際刑警組織（ICPO）的「魯邦三世專案搜查官」。柔道五段的高手，擅長操作機械，格鬥和射擊技術同樣卓越。喜愛音樂，能指揮交響樂。
在一些作品中，設定擁有妻子和孩子。